# Devotion (film 1913)
Devotion è un cortometraggio muto del 1913 diretto da Jay Hunt. Prodotto da Thomas H. Ince per la Domino, il film aveva come interpreti J. Barney Sherry, Estelle Allen e lo stesso regista Jay Hunt.

## Produzione
Il film fu prodotto dalla Domino Film Company.

## Distribuzione
Distribuito dalla Mutual, il film - un cortometraggio in due bobine - uscì nelle sale cinematografiche statunitensi l'11 dicembre 1913.